# ری دالبی
ری میلتون دالبی (به انگلیسی: Ray Milton Dolby) یا ری دالبی (۱۸ ژانویه ۱۹۳۳–۱۲ سپتامبر ۲۰۱۳) یک مهندس ایالات متحده آمریکا و مخترع سیستم کاهش نویز معروف به سیستم کاهش نویز دالبی بود که رتبه امپراتوری بریتانیا داشت وی مؤسس شرکت آزمایشگاه دالبی بود.

## زندگی‌نامه
ری دالبی در سال ۱۹۳۳ در شهر پورتلند به دنیا آمد و تحصیلات ابتدایی اش را در سن فرانسیسکو گذراند او کار خود را در نوجوانی در تعطیلات تابستانی‌اش در کمپانی صدای «امپکس» آغاز کرد و زمانی که دانش آموز بود بر روی ضبط ویدئویی کار می‌کرد او سپس دکترایش را از دانشگاه کمبریج در انگلستان گرفت و «لابراتوارهای دالبی» را در لندن پایه گذاشت و در سال ۱۹۷۶ کمپانی اش را به سن فرانسیسکو منتقل کرد و در سال ۱۹۸۹ برای خدماتش به صنعت سینما جایزه اسکار گرفت، در سال ۱۹۹۵ برنده «جایزه گرمی» و در سال‌های ۱۹۸۹ و ۲۰۰۵، برنده جایزه امی وی ده‌ها جایزه بین‌المللی دیگر نیز دریافت کرد.
مجله فوربز نامش را در زمره ۴۰۰ ثروتمند دنیا قرار داده بود.

## ابداعات
نوآوری‌های او و فناوری‌هایی که ایجاد کرد باعث شد انقلابی در تجربه شنیداری مردم به وجود آید. دالبی به جز پیشتازی در زمینه کاهش نویز، صدای فراگیر (به انگلیسی: Surround) را هم اختراع کرد. او به تنهایی صاحب بیش ار ۵۰ پتنت در ایالات متحده بود.

## مرگ
ری دالبی چند سالی بوده که از بیماری آلزایمر رنج می برده و از تیر ماه ۱۳۹۲ بیماری لوسِمی حاد (سرطان خون) او را زمین گیر کرده‌بود و در نهایت در تاریخ ۲۱ شهریور ۱۳۹۲ درگذشت.

## جوایز و افتخارات
- ۱۹۷۱ - مدال نقره انجمن مهندسی صدا[۴]
- ۱۹۷۹ — پنجاه و یکمین دوره جوایز اسکار — جایزه علمی و فنی آکادمی(جایزه علمی و مهندسی) [لوح] انجمن مهندسی صدا[۵]
- ۱۹۸۳ - مدال پیشرفت SMPTE برای کمک هایش به صدای تئاتر و کار مستمرش در کاهش نویز و بهبود کیفیت در سیستم های صوتی و تصویری و به عنوان مخترع اصلی ضبط کننده نوار ویدئویی [۶]
- ۱۹۸۵ - مدال طلای SMPTE Alexander M. Poniatoff
- ۱۹۸۶ - افسر افتخاری عالی ترین نشان امپراتوری بریتانیا (OBE)
- ۱۹۸۸ - حلقه افتخار ادوارد راین از بنیاد ادوارد راین آلمان[۷]
- ۱۹۸۹ - شصت و یکمین دوره جوایز اسکار - جایزه علمی و فنی آکادمی (جایزه شایستگی آکادمی) [تندیس][۸]
- ۱۹۸۹ - جایزه امی توسط آکادمی ملی علوم و هنرهای تلویزیونی (NATAS)
- ۱۹۹۲ - مدال طلا انجمن مهندسی صدا[۹]
- ۱۹۹۵ - جایزه ویژه/ جایزه فنی گرمی[۱۰]
- ۱۹۹۷ - مدال ملی فناوری و نوآوری ایالات متحده آمریکا
- ۱۹۹۷ - جایزه لوازم الکترونیکی مصرفی ماسارو ایبوکا از مؤسسه مهندسان برق و الکترونیک[۱۱]
- ۱۹۹۹ - مدرک دکترای افتخاری توسط دانشگاه یورک
- ۲۰۰۰ - مدرک دکترای افتخاری علوم از دانشگاه کمبریج
- ۲۰۰۳ - جایزه یک عمر دستاورد چارلز فرانسیس جنکینز توسط آکادمی علوم و هنرهای تلویزیون[۱۲]
- ۲۰۰۴ - در تالار مشاهیر مخترعان ملی و تالار مشاهیر لوازم الکترونیک مصرفی ثبت شد
- ۲۰۱۰ - مدال ادیسون انجمن مهندسان برق و الکترونیک
- ۲۰۱۲ - جشنواره بین‌المللی فیلم برلین Berlinale Kamera
- ۲۰۱۴ - ورود به تالار مشاهیر تلویزیون[۱۳]
- ۲۰۱۵ - ستاره در پیاده‌روی مشاهیر هالیوود[۱۴]